# ایرنه چفارو
ایرنه چفارو (انگلیسی: Irene Cefaro؛ زادهٔ ۳۱ اوت ۱۹۳۵) یک هنرپیشه اهل ایتالیا است.
از فیلم‌ها یا برنامه‌های تلویزیونی که وی در آن نقش داشته است می‌توان به گرگ‌ها اشاره کرد.